# The Courtship of Miles Standish (film, 1910)
The Courtship of Miles Standish est un film muet américain réalisé par Otis Turner et sorti en 1910.

## Fiche technique
- Titre : The Courtship of Miles Standish
- Réalisation : Otis Turner
- Scénario : Otis Turner, d'après le poème de Henry Wadsworth Longfellow
- Production : William Selig
- Pays d'origine :  États-Unis
- Genre : Film dramatique, Film romantique
- Dates de sortie : 
  -  États-Unis : 20 janvier 1910

## Distribution
- Hobart Bosworth : John Alden
- Betty Harte
- Robert Z. Leonard
- Tom Santschi
- Bebe Daniels